# محمد بن سلمان آل خليفة
الأمير محمد بن سلمان آل خليفة (1940- 9 نوفمبر 2009)، الإبن الثالث للشيخ سلمان بن حمد آل خليفة حاكم البحرين الأسبق  وشقيق الشيخ عيسى بن سلمان آل خليفة أمير البحرين السابق والأمير خليفة بن سلمان آل خليفة رئيس الوزراء السابق وعم الملك حمد بن عيسى آل خليفة ملك البحرين، شغل منصب الوزير المسئول عن شؤون التربية وإدارة الجمارك ومنصب رئيس الشرطة والأمن العام في الفترة من عام 1961- 1965.
حرص الأمير محمد على ترتيب التنظيمات الإدارية وتوزيع التقسيمات الجديدة وتهيئة الأنظمة المرورية بالبلاد والسلامة العامة ووضع التشريعات اللازمة لمكافحة الجرائم، وعرف عنه نشاطه البارز واهتمامه الكبير برعاية الفعاليات الرياضية كما كان للفقيد الراحل الكثير من الاهتمامات بجوانب اللقاءات الاجتماعية والتواصل مع المواطنين ومشاركتهم مناسباتهم المختلفة إلى ولعه بتربية الجمال والخيل والصقور.
وفي 20 أكتوبر 2009 أصدر الملك حمد بن عيسى آل خليفة ملك البحرين أمر ملكي بمنح الأمير محمد بن سلمان لقب صاحب السمو الملكي الأمير.

## وفاته
توفي في يوم الأثنين 9 نوفمبر 2009 وأعلن الديوان الملكي الحداد الرسمي وتنكيس الأعلام لمدة أسبوع، أقيمت الصلاة على جثمانه في جامع الشيخ عيسى بالرفاع الغربي حيث أدى الصلاة الملك حمد بن عيسى آل خليفة ملك البحرين والأمير خليفة بن سلمان آل خليفة رئيس الوزراء أنذاك وكبار أفراد العائلة الحاكمة ورئيسي مجلسي النواب والشورى والوزراء وكبار المسؤلين ورجال السلك الدبلوماسي وجموع من المواطنين، وكما زار البحرين عدد من الوفود الرسمية من دول مجلس التعاون الخليجي لتقديم التعازي بوفاته.

## أسرته
تزوج من الشيخة نورة آل خليفة. كما تزوج من آل بن علي في المحرق من شيخة بنت خليفه بن أحمد المبارك آل بن علي. له من الأبناء 11 ولد (اثنان منهم توفيا):
1. الشيخ أحمد ، الرئيس السابق للأتحاد البحريني للتنس، ولد سنة 1956 وتوفي في يوم الأثنين 2 مارس 2020
2. الشيخ حمد
3. الشيخ خالد مستشار جلالة الملك
4. الشيخ خليفة
5. الشيخ سلمان
6. الشيخ عبدالله الفاتح (يعمل سفيرا لمملكة البحرين في ديوان وزارة الخارجية) (تزوج الشيخة شيخة بنت خالد بن رزق آل خليفة)
7. الشيخ سلطان الدين
8. الشيخ هاشم (تزوج من سمو الشيخة حصة بنت حمد بن عيسى آل خليفة وانجب منها سمو الشيخ محمد)(يعمل ضابطا في سلك الأمن العام الشرطة برتبة ملازم أول)
9. الشيخ نادر (يعمل ظابطاً في سلك الأمن العام الشرطة برتبة ملازم ثاني)
10. الشيخ نوح
11. الشيخ علي زين العابدين
12. الشيخة هيا
13. الشيخة لطيفة العنود
14. الشيخة جواهر
15. الشيخة مريم
16. الشيخة عائشة
17. الشيخة نورة.